# Новотроицкое (Московская область)
Новотроицкое — деревня в Воскресенском муниципальном районе Московской области. Входит в состав сельского поселения Фединское. Население — 24 чел. (2010).

## География
Деревня Новотроицкое расположена в юго-западной части Воскресенского района, примерно в 10 км к юго-западу от города Воскресенска. Высота над уровнем моря 145 м. В деревне 1 улица — ДРП-5. Ближайший населённый пункт — посёлок Сетовка.

## История
В 1926 году деревня входила в Никитинский сельсовет Чаплыженской волости Бронницкого уезда Московской губернии.
С 1929 года — населённый пункт в составе Воскресенского района Коломенского округа Московской области, с 1930-го, в связи с упразднением округа, — в составе Воскресенского района Московской области.
До муниципальной реформы 2006 года Новотроицкое входило в состав Степанщинского сельского округа Воскресенского района.

## Население
В 1926 году в деревне проживало 138 человек (63 мужчины, 75 женщин), насчитывалось 26 хозяйств, из которых 25 было крестьянских. По переписи 2002 года — 17 человек (9 мужчин, 8 женщин).
| 1926 | 2002 | 2010 |
| ---- | ---- | ---- |
| 138  | ↘17  | ↗24  |